# Renee Tenison
Renee Tenison, född 2 december 1968 i Caldwell, Idaho, USA, är en amerikansk fotomodell och skådespelare. Hon valdes till herrtidningen Playboys Playmate of the Month för november 1989 och till Playmate of the Year för 1990.